# 四条隆安
四条隆安（しじょう たかやす、寛文3年（1663年）5月14日 - 享保5年（1720年）1月26日）は、江戸時代中期の公卿。初名は山科言通、別名は四条隆盈。

## 官歴
- 寛文3年（1671年）：従五位上、侍従
- 延宝3年（1675年）：正五位下
- 延宝4年（1676年）：左少将
- 延宝7年（1679年）：従四位下、左中将
- 貞享3年（1686年）：春宮亮
- 貞享4年（1687年）：正四位下
- 元禄5年（1692年）：従三位
- 正徳2年（1712年）：参議
- 正徳3年（1713年）：踏歌外弁
- 享保2年（1717年）：権中納言

## 系譜
- 実父：山科言行
- 養父：四条隆音
- 兄：山科持言
- 子：四条隆文